# Tony Fernandes
Anthony Francis Fernandes (Kuala Lumpur, 30 de abril de 1964) más conocido como Tony Fernandes es un empresario malasio.
Es mayoritariamente conocido por ser el fundador de la empresa Tune Air Sdn. Bhd., que opera con la marca AirAsia, la primera aerolínea de bajo coste de Malasia, y por su incursión en algunas disciplinas deportivas, en especial el fútbol y la Fórmula 1. En este rubro, fue el jefe de los equipos de Fórmula 1 Team Lotus (2010-2011), y Caterham F1 Team (2012-2014). A su vez, también es presidente del Queens Park Rangers Football Club.

## Historia
Tony Fernandes es un conocido empresario y emprendedor malasio. Llamado Anthony Francis Fernandes, aunque nació en Malasia es de ascendencia india por parte de su padre y portuguesa por parte de su madre; ya que ambos son nacidos en la ciudad de Goa.

### Aparición en la F1

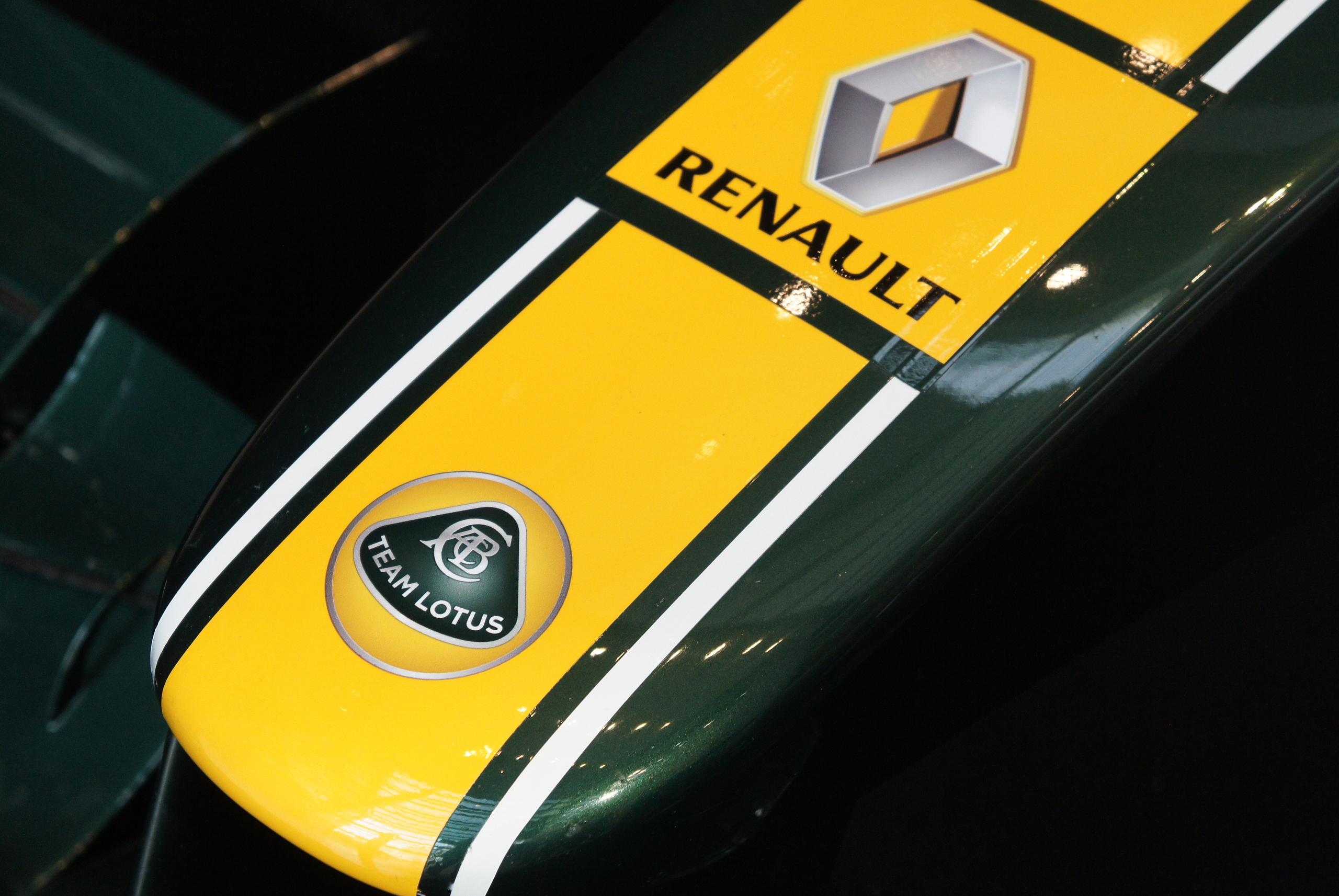
Tony Fernandes adquirió gran notoriedad luego de reflotar a un histórico equipo de Fórmula 1 como Team Lotus, campeón de pilotos y equipos en varias ocasiones.

Tony Fernandes incursionó a la F1, cuando en 2010 y 2011 participó en el campeonato con el equipo anglo-malaya Team Lotus, en un intento por devolver al equipo Team Lotus a la máxima categoría del automovilismo. Durante la temporada entrante fue conocida como Lotus Racing, mientras que en su última temporada utilizó el nombre e imagen del mítico equipo, tras adquirir durante 2010 los derechos de la marca Team Lotus y su patrimonio histórico. Esto generó que fuese considerado por varios medios de prensa especializados como la continuación del histórico equipo de Chapman.
Durante el Gran Premio de Europa de 2010, disputado en el circuito urbano de Valencia, el equipo Lotus festejó sus 500 Grandes Premios en la Fórmula 1 (contabilizando las 493 carreras que disputó Team Lotus entre 1958 y 1994). Para dicha ocasión, el equipo cambió la decoración habitual de su monoplaza, incluyendo el número 500 entre laureles en ambos lados de la parte trasera del Lotus T127. De esta celebración, también participó la familia de Chapman, fundador de Team Lotus en la década de los 50.
El 27 de mayo de 2011, el Tribunal Superior dictaminó que el equipo podría seguir utilizando el nombre Lotus en la F1 y se confirmó a Fernandes como el propietario del nombre Team Lotus con el derecho a llamar a sus coches "Lotus" y usar el logotipo de la marca según los términos del acuerdo de 1985 entre Lotus Cars y Team Lotus. Sin embargo, a partir de 2012 su plaza fue reemplazada por Caterham Cars bajo la denominación de Caterham F1 Team, para evitar posibles disputas legales con Lotus Cars (propietario de los coches Lotus), por el derecho al uso del nombre "Lotus" en Fórmula 1.
Entre 2012 y 2014, participó en la Fórmula 1 como Caterham F1 Team, y luego abandonó la categoría, destinando sus inversiones en otros ámbitos deportivos.

### Aparición en el fútbol
Fernandes invirtió en el equipo Queens Park Rangers de Inglaterra.